# Comtat de Los Angeles
El Comtat de Los Angeles (anglès: Los Angeles County), també conegut com a  L.A. County, i oficialment com a County of Los Angeles, és un comtat administratiu dels Estats Units a l'estat de Califòrnia. Segons el cens de 2010 aquest comtat té una població de 9.818,605 habitants essent el comtat més poblat dins dels Estats Units. La seu d'aquest comtat és la ciutat de Los Angeles
Aquest comtat també inclou dues illes San Clemente Island i Santa Catalina Island. Aquest comtat té 88 ciutats incorporades i moltes zones no incorporades. Ocupa una superfície de 10.570 km².
El comtat de Los Angeles hostatja una quarta part dels residents del conjunt de Califòrnia i és molt divers ètnicament.
Forma part de la Tech Coast.

## Història
El comtat de Los Angeles és un dels comtats originaris de Califòrnia i va ser creat el febrer de 1850. El comtat original incloia grans parts dels actuals comtats de Kern, San Bernardino, Riverside i Orange. Aquestes parts en van sortir per formar els comtats de San Bernardino County eln 1853, Kern County el 1866 i Orange County el 1889. L'any 1893, part del San Bernardino County va esdevenir Riverside County.

## Geografia
Los Angeles County fa frontera amb l'Oceà Pacífic i inclou serralades de muntanyes, grans valls, boscos, illes,llacs, rius i el desert. Les principals serralades són les Santa Monica Mountains i les San Gabriel Mountains. La part oest del Desert de Mojave comença a Antelope Valley. La majoria de la població del comtat es troba al sud i al sud-oest i els principals centres de població es troben a la Conca de Los Angeles (Los Angeles Basin), San Fernando Valley i San Gabriel Valley. Altres centres de població són a Santa Clarita Valley, Crescenta Valley i Antelope Valley.
La majoria dels cims alts del comtat es troben a les Muntanyes San Gabriel incloent Mount San Antonio (10,068 peus), Mount Baden-Powell (9,399 ft), Mount Burnham (8,997 ft), i Mount Wilson (5,710 ft) 

### Principals divisions del comtat
- East: Eastside, San Gabriel Valley, Pomona Valley
- West: Westside, Beach Cities
- South: South Bay, Palos Verdes Peninsula, South Los Angeles, Gateway Cities, Los Angeles Harbor Region
- North: San Fernando Valley, porcions del Conejo Valley, porcions de l'Antelope Valley i Santa Clarita Valley
- Central: Downtown Los Angeles, Mid-Wilshire

### Ciutats i altres zones

#### Ciutats
Hi ha 88 ciutats incorporades, les més poblades són:

| - 1. Los Angeles 3,792,621 - 2. Long Beach 462,257 - 3. Glendale 191,719 - 4. Santa Clarita 179,013 - 5. Lancaster 156,633 | - 6. Palmdale 152,750 - 7. Pomona 149,058 - 8. Torrance 145,438 - 9. Pasadena 137,122 - 10. El Monte 113,475 | - 11. Downey 111,772 - 12. Inglewood 109,673 - 13. West Covina 106,098 - 14. Norwalk 105,549 - 15. Burbank 103,340 |

#### Zones no incorporades
Malgrat el gran nombre de ciutats incorporades, la majoria de la superfície del comtat és zona no incorporada i entra dírectament dins la jurisdicció del govern. Hi ha 140 comunitats no incorporades.

### Zones nacionals protegides
- Angeles National Forest (part)
- Los Padres National Forest (part)
- Santa Monica Mountains National Recreation Area (part)